# Istorija odnogo naznačenija
Istorija odnogo naznačenija (История одного назначения) è un film del 2018 diretto da Avdot'ja Smirnova.

## Trama
Il film racconta del tenente Grigorij Kolokolcov, che dopo una lite con suo padre va al reggimento di fanteria, dove si svolge un crimine di guerra, accusato di essere Grigorij...